# گواهینامه خلبانی بازرگانی

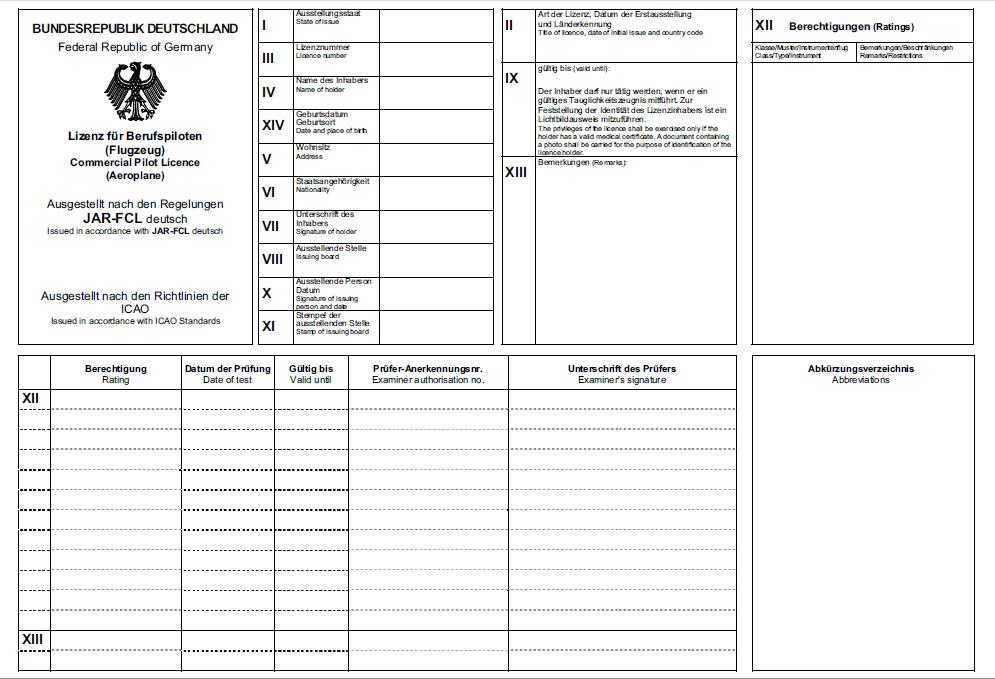
نمونه ای از گواهینامه خام خلبانی بازرگانی آلمان

گواهینامه خلبانی بازرگانی یک نوع مجوز است که به دارندهٔ آن اجازه می‌دهد که به عنوان خلبان یک و برای کسب درآمد یک هواگرد را خلبانی کند. معمولاً این گواهینامه تنها پس از دریافت گواهینامه خلبانی شخصی و انجام مراحل مقتضی قابل دریافت است. از جمله مهارت‌های لازم برای دریافت گواهینامه خلبانی بازرگانی، آن چنان که توسط ایکائو تعریف شده، می‌توان به توانایی خواندن، نوشتن و مکالمه به زبان انگلیسی و مهارت‌های مختص هواپیماهای تجاری اشاره کرد.